# Березинский биосферный заповедник
Березинский биосферный заповедник (бел. Бярэзінскі біясферны запаведнік) — заповедник, находящийся в северной части Беларуси на расстоянии 120 километров от Минска в направлении Санкт-Петербурга. Расположен на границе Витебской и Минской областей. Центром заповедника является деревня Домжерицы Лепельского района.
Заповедник служит для охраны и разведения редких видов животных и птиц, которые занесены в национальную Красную книгу. Входит во всемирную сеть биосферных заповедников ЮНЕСКО.

## Краткое описание
Государственное природоохранное учреждение «Березинский биосферный заповедник» занимает территорию свыше 108,5 тыс. га. Общая площадь заповедной зоны составляет 85,2 тыс. га, свыше 60 % территории покрыты болотами. В заповеднике водится множество насекомых и редких животных, в нём выделены 23 редких европейских биотопа. Выдающейся является орнитофауна заповедника, в которой представлены многочисленные редкие виды, обитающие на границах своих типичных ареалов.

## История
История создания заповедника восходит к 1924 году, Народный комиссариат земледелия БССР командировал в район деревни Березино и одноимённой реки группу учёных, которые должны были определить возможность организации на этой территории охотничьего заповедника. Комиссию возглавлял Анатолий Владимирович Федюшин. Результатом экспедиции стала публикация более десяти научных работ, в которых Федюшин описал богатство и уникальность местной фауны. Он обратил внимание и на наличие большого количества бобровых поселений, которым требовалась охрана.
Березинский государственный заповедник был официально учреждён 30 января 1925 года и стал одним из первых советских заповедников. Контора была расположена в деревне Звеняты Борисовского района. В 1927-м стартовали первые учётные работы, а в 1928—1930 годы началось переселение 30 хуторов с заповедных земель. В 1929 году была организована работа по лесоустройству, а в 1935-м — созданы опытные фермы по выращиванию бобров и лосей. В 1936-м площадь заповедника расширили до 67,3 тыс. га, однако уже в 1938-м власти Беларуси исключили из него 18,7 тыс. га земель под предлогом «незаселённости ценными видами фауны».
В ходе Великой Отечественной войны и немецкой оккупации заповедник серьёзно пострадал: были уничтожены все архивы, научные собрания и коллекционные материалы, сожжены и разрушены служебные постройки. Всего причинённый Березинскому заповеднику ущёрб был оценен в 18,7 млн рублей. В 1951 году власти приняли решение ликвидировать заповедник и открыли на его месте всесоюзный охотничий заказник. В 1958 году, однако, Березинский заповедник был восстановлен.
В 1979 году Березинскому заповеднику был присвоен статус биосферного. В 1993 Совет Европы включил его в сеть биогенетических заповедников, а в 1995 наградил Европейским дипломом за успешную работу по сохранению биоразнообразия и природных комплексов. Диплом присуждается сроком на 5 лет, в дальнейшем заповедник успешно проходил экспертизу и был удостоен продления диплома в 2000, 2005, и 2010 годах.
В 2010 году резерват был включён в перечень водно-болотных угодий международного значения, подпадающих под действие Рамсарской конвенции. В том же году для земноводных Березинского заповедника — лягушек, жаб, тритонов и проч. — был сооружён подземный переход на 122-м километре трассы М3 Минск— Витебск, благодаря чему удалось радикально снизить число гибнущих под колёсами автомобилей земноводных. Раньше за одну неделю в период миграции их погибало не меньше полутора тысяч, а после открытия подземного перехода — не больше пяти.
По состоянию на 2019 год в заповеднике ведётся природоохранная, научная, эколого-просветительская, туристическая и коммерческая деятельность. Заповедник получил сертификат на соответствия Лесного Попечительского Совета Forest Stewardship Council (FSC) и занимается лесозаготовкой и переработкой древесины.

## Ландшафт
Болота заповедника занимают площадь свыше 520 км², что делает его одним из крупнейших болотных массивов в Европе. Преобладающим типом являются низинные (более 54,5 %) болота, 35,3 % приходится на долю срединных 10,3 % — на верховые.
На протяжении 100 километров по заповеднику протекает река Березина, которую питают более 50 мелких притоков. В её бассейне находятся четыре соединённых между собой крупных озера: Ольшица, Плавно, Манец и Домжерицкое, а также масса более мелких водоёмов.

## Флора и фауна
В заповеднике водится множество видов растений и животных, часть из которых занесены в Красную книгу. Всего в нём представлены 56 видов зверей, 237 видов птиц, 10 видов земноводных, 5 — пресмыкающихся и 34 вида рыб. Здесь обитает «европейская пятерка» крупных млекопитающих: зубр, бурый медведь, европейский лось, волк и обыкновенная рысь, а также обыкновенный бобр, выдра, барсук; из птиц — скопа, лебедь-кликун, чёрный аист, змееяд, серый журавль, беркут, орлан-белохвост, филин, сапсан, белая куропатка, трёхпалый дятел, золотистая ржанка, средний кроншнеп и другие.
В 1954 году в заповедник была интродуцирована американская норка, а в 1956-м начались работы по акклиматизации благородного оленя.
Флора заповедника содержит более 50 % от всего разнообразия растительного мира Беларуси. В ней представлено 813 видов сосудистых растений, мхов — 216, лишайников — 261, грибов — 464 вида. Основными лесообразующими древесными породами являются берёза, ольха, осина, дуб черешчатый, ясень.
Мир насекомых в заповеднике представляют 33 вида водных настоящих полужесткокрылых насекомых из 10 семейств.
К 2006 году в заповеднике были зарегистрированы 4 чужеродных вида животных и не менее 30 инвазивных видов растений.

## Туризм
Березинский заповедник является одним из ведущих центров экотуризма Беларуси, более трети своих доходов он получает от туризма. Для посетителей созданы разнообразные маршруты и просветительские программы, проводятся фестивали; инфраструктура заповедника включает демонстрационные вольеры с дикими животными, экологические тропы, сеть пешеходных и велосипедных маршрутов, научные стационары. Только за 2019 год заповедник принял 57 тысяч туристов. В период кормления на овсяных полях (около 15 дней в период с августа по сентябрь) в заповеднике можно наблюдать за бурыми медведями, за тетеревами — в период тока, а во время гона — за лосями и оленями.
Более 50 лет в Березинском заповеднике в деревне Домжерицы работает Музей природы, также кроме него для гостей открыты музей мёда и музей мифов.
При посещении заповедника строго запрещается использовать химические моющие средства и препараты, рубить деревья и кустарники, вести охоту и рыбную ловлю, оставлять мусор. Собирать цветы, плоды и ягоды можно только под надзором сотрудников и по разрешению администрации.

## Достопримечательности
На территории заповедника у деревни Бирули находится археологический комплекс площадью 10 га, включающий укреплённое городище с селищем и курганом, существовавший уже в IX веке. Также в зоне Березинской водной системы сохранились сельские кладбища XVI—XIX вв., остатки фольварка Юзефовичей XVII в., руины укреплений польской заставы, места сражений Отечественной войны 1812 года.

## В филателии

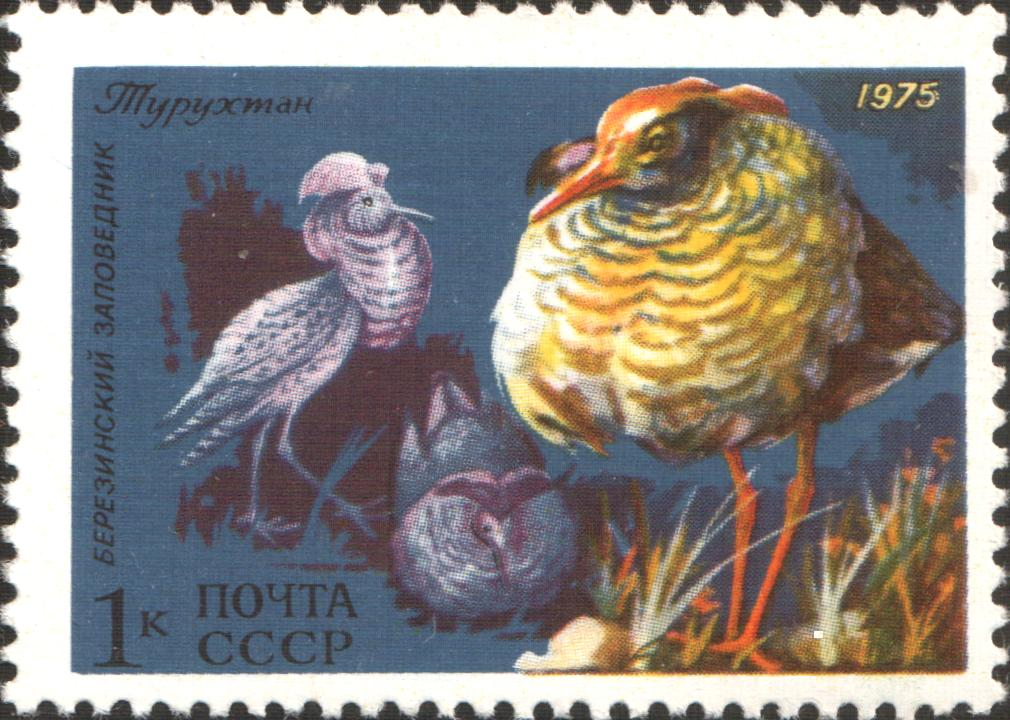
Турухтан
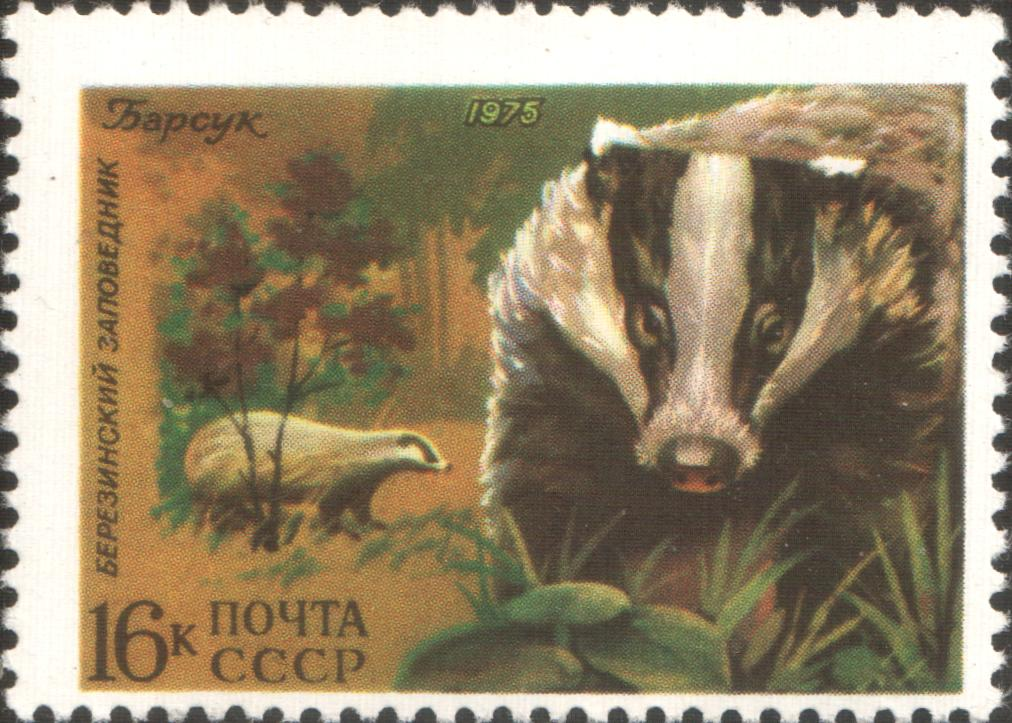
Барсук